# Kjell Grede
Pour les articles homonymes, voir Grede.
Kjell Grede, né à Stockholm (Suède) le 12 août 1936 et mort le 15 décembre 2017 à Tystberga (Suède), est un réalisateur suédois qui a réalisé neuf films entre 1967 et 2003.

## Biographie
Passionné par l’image depuis son enfance, il devient après ses études instituteur dans un centre de rééducation. Il se lance dans le cinéma en effectuant des travaux de laboratoire, écrit de nombreux scénarios et suit le tournage des films de Bergman, qui est un ami. Il réalise un 1er court-métrage : Sotaren (Le Ramoneur) puis remporte un succès international avec son premier long métrage Hugo et Joséphine en 1967 qui est présenté au Festival du Film de Zlín deux ans plus tard. Il reçoit deux Guldbagge (équivalent du César suédois) - meilleur film et meilleur réalisateur.
Son film suivant, Harry Munter est sélectionné en compétition au Festival de Cannes 1970.
En 1991 il remporte de nouveau trois prix Guldbagge (meilleur film, meilleur réalisateur et meilleur scénario) pour son film God afton, Herr Wallenberg.
Son travail pour la télévision est également très apprécié en Suède, en particulier son adaptation de Plaidoyer d’un Fou de August Strindberg, avec l’actrice Bibi Anderson, son ancienne épouse.
Les films de Grede sont marqués d’un certain mysticisme et expriment un même rêve de bonté qui se heurte à une réalité hostile.[réf. nécessaire]

### Vie privée
Kjell Grede a été marié à l'actrice Bibi Andersson de 1960 à 1973.[réf. nécessaire]

## Filmographie

### Réalisateur

#### Cinéma
- 1967 : Hugo et Joséphine
- 1969 : Harry Munter
- 1972 : Klara Lust
- 1974 : En enkel melodi
- 1979 : Min älskade
- 1987 : Hip hip hurra!
- 1990 : Wallenberg (God afton, Herr Wallenberg)
- 2003 : Kommer du med mig då

#### Télévision
Séries télévisées
- 1976 : En dåres försvarstal
- 1985 : August Strindberg: Ett liv

Téléfilms
- 1977 : Det låter som en saga
- 1981 : Stängda dörrar
- 1982 : Studenten

### Scénariste

#### Cinéma
- 1961 : Karneval (sv)
- 1967 : Hugo et Joséphine
- 1969 : Harry Munter
- 1972 : Klara Lust
- 1974 : En enkel melodi
- 1979 : Min älskade
- 1987 : Hip hip hurra!
- 1990 : God afton, Herr Wallenberg
- 2003 : Kommer du med mig då

#### Télévision
Séries télévisées
- 1976 : En dåres försvarstal

Téléfilms
- 1977 : Det låter som en saga